# 5-cm-KwK 38
Die 5-cm-KwK 38 war eine Kampfwagenkanone mit der Kaliberlänge L/42, die als Hauptbewaffnung/Turmkanone hauptsächlich im mittleren Panzer III (Panzerkampfwagen III Ausf. F, G, H, J) verwendet wurde.
Die KwK 38 basiert nicht wie ihr Vorgänger, die KwK 36, auf einer stationär eingesetzten Kanone (wie im Falle der KwK 36, die PaK 36), sondern war eine reine Panzerkanone, die speziell für den Einsatz im Panzer III entwickelt wurde.
Ihr Nachfolger war die etwas längere und leistungsfähigere, auf der PaK 38 basierende KwK 39, die ab Ende 1941 serienmäßig in alle späteren Modelle (Ausnahme war die Ausf. N) des Panzers III verbaut wurde.
Beide Kanonen lieferten jedoch unbefriedigende Ergebnisse im Kampf gegen die gut gepanzerten sowjetischen Muster wie den T-34 oder KW-1, sodass der Panzer III, ohne Möglichkeit für eine entscheidende Kampfwertsteigerung in puncto Feuerkraft, allmählich vom Schlachtfeld verschwand.

## Munitionsarten
Für die 5-cm-KwK 38 sind im Wesentlichen die folgenden Typen von Panzergranaten (PzGr) zum Einsatz gebracht worden.
Mittlere Durchschlagskraft gegen homogene, gewalzte Panzerstahlplatten bei einem Auftreffwinkel von 30° zur Vertikalen des Panzerfahrzeugs.
| Munition | Projektilgewicht | Mündungs- geschwindigkeit ({\displaystyle v_{0}}) | Durchschlagskraft nach ... | Durchschlagskraft nach ... | Durchschlagskraft nach ... | Durchschlagskraft nach ... | Durchschlagskraft nach ... |
| Munition | Projektilgewicht | Mündungs- geschwindigkeit ({\displaystyle v_{0}}) | 100 m                      | 500 m                      | 1000 m                     | 1500 m                     | 2000 m                     |
| -------- | ---------------- | ------------------------------------------------- | -------------------------- | -------------------------- | -------------------------- | -------------------------- | -------------------------- |
| PzGr. 39 | 2,060 kg         | 685 m/s                                           | 60 mm                      | 50 mm                      | 42 mm                      | 32 mm                      | –                          |
| PzGr. 40 | 0,925 kg         | 1.050 m/s                                         | 94 mm                      | 55 mm                      | –                          | –                          | –                          |

## Trägerplattformen
- Panzerkampfwagen III (Sd. Kfz. 141) Ausf. F bis J (Serienausrüstung). Verschiedene frühere Modelle wurden mit dieser Kanone umgerüstet.
- VK 20 Serien: vorgeschlagen als Ersatz für Panzer III und IV[4]

### Vergleichbare Waffensysteme anderer Streitkräfte
- Ordnance QF 2-Pfünder: Kampfwagenkanone der britischen Streitkräfte
- 45-mm-Panzerabwehrkanone M1937 (53-K): Kampfwagenkanone der Roten Armee
- 37-mm-Geschütz M3: Kampfwagenkanone der US-Streitkräfte